# هلیوپولیس (آتن)
هلیوپولیس (به لاتین: Ilioupoli) یک منطقهٔ مسکونی در یونان است که در Central Athens Regional Unit واقع شده‌است.

## خواهرخوانده
شهرهای نووی ساد، آنافی، یاش، ماراثنا و Larnaca Municipality خواهرخوانده‌های هلیوپولیس (آتن) هستند.